# Robert Arneson

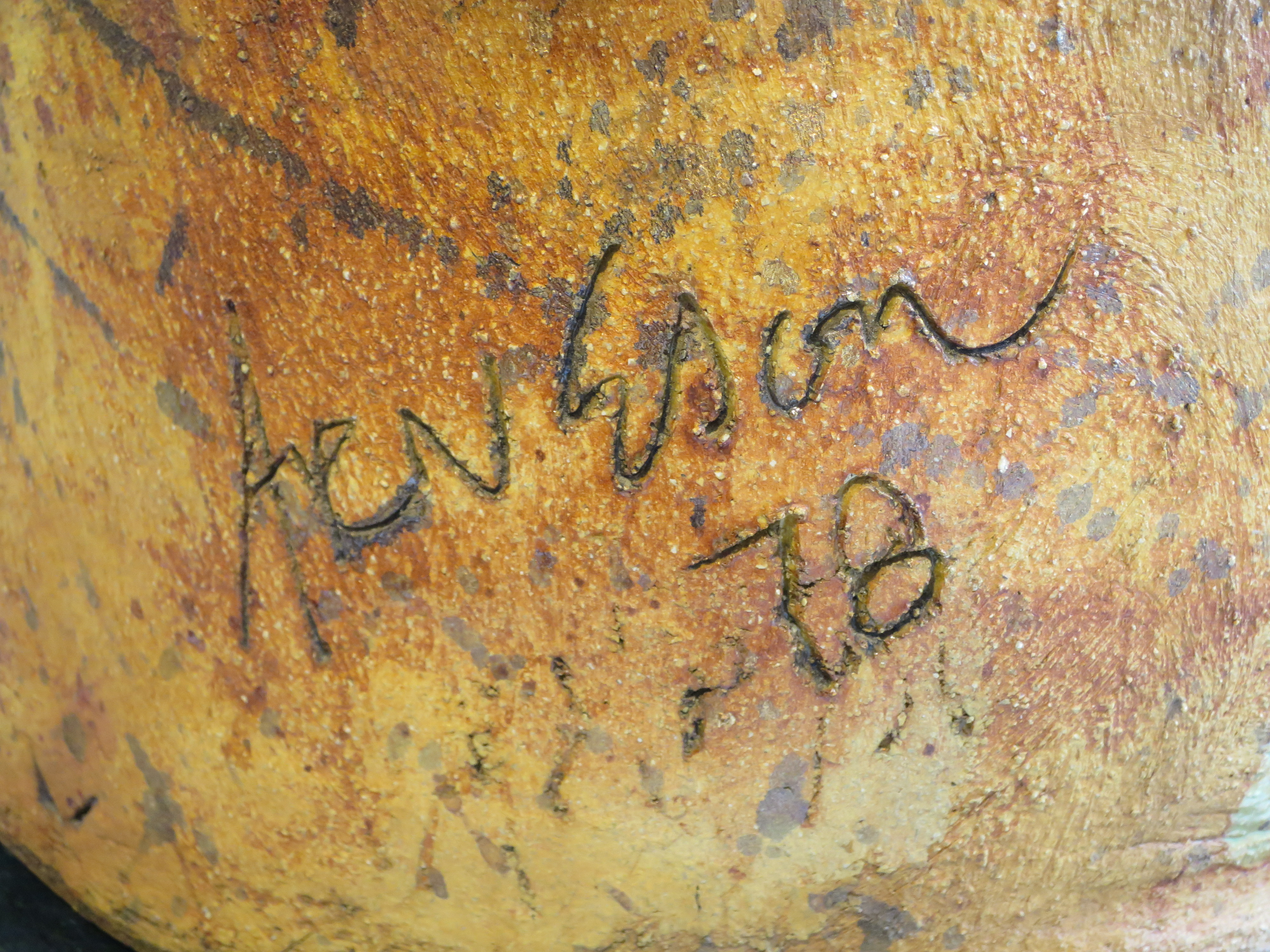
Signatur von Robert Arneson, 1978

Robert Carston Arneson (geboren 4. September 1930 in Benicia, Kalifornien; gestorben 2. November 1992 ebenda) war ein amerikanischer Bildhauer und Professor für Keramische Kunst im Fachbereich Kunst an der University of California, Davis.

## Leben
Arneson wurde in Benicia geboren, wo er bis zu seinem Abschluss an der Benicia High School zur Schule ging. Danach arbeitete er bei einer lokalen Zeitschrift, für die er Cartoons zeichnete. Er studierte daneben am California College of the Arts in Oakland, Kalifornien, das er mit einem Bachelor of Fine Arts verließ, um seinen Master of Fine Arts am Mills College in Oakland, Kalifornien zu erwerben. Auch dieses Studium, in dem er unter anderem von Antonio Prieto unterrichtet wurde, schloss er im Jahr 1958 erfolgreich ab.
Im Anschluss unterrichtete Arneson unter anderem an der University of California, Davis (ab 1962).
Neben seinen Tätigkeiten als Lehrer und Professor gelangte Arneson durch seine künstlerischen Arbeiten zu Bekanntheit, da er wie viele andere kalifornische Künstler dieser Zeit begann, sich von funktionalen keramischen Objekten abzuwenden und Skulpturen  entwarf, die einen konfrontativen Charakter aufwiesen. Viele seiner Kunstwerke stellen karikaturartige Selbstporträts dar.
Robert Arneson war in erster Ehe ab 1955 verheiratet mit Jeanette Frank Jensen, die Ehe wurde 1972 geschieden. Das Paar hatte vier Kinder. 1973 heiratete er in zweiter Ehe die Künstlerin Sandra Lynne Shannonhouse (* 1947), mit der er bis zu seinem Tod verheiratet war. Am 2. November 1992 starb Robert Arneson in Benica an Leberkrebs.

## Veröffentlichungen
- Mit Helen Williams Drutt: Robert Arneson, Self-portraits. Moore College of Art, Philadelphia 1979.